# Bulligny
Bulligny ist eine lothringische französische Gemeinde mit 534 Einwohnern (Stand: 1. Januar 2022) im Département Meurthe-et-Moselle in der Region Grand Est. Sie gehört zum Arrondissement Toul sowie zum Kanton Meine au Saintois und ist außerdem Mitglied des Gemeindeverbands Pays de Colombey et du Sud Toulois. Die Einwohner werden Bulignacens genannt.

## Geographie
Bulligny liegt etwa 25 Kilometer westsüdwestlich von Nancy und elf Kilometer südsüdwestlich von Toul. Nachbargemeinden von Bulligny sind Blénod-lès-Toul im Westen und Norden, Crézilles im Osten, Bagneux im Osten und Südosten, Barisey-la-Côte im Süden sowie Allamps im Südwesten.

## Bevölkerungsentwicklung
| Jahr                       | 1962 | 1968 | 1975 | 1982 | 1990 | 1999 | 2006 | 2019 |
| Einwohner                  | 464  | 461  | 423  | 458  | 459  | 462  | 504  | 527  |
| Quellen: Cassini und INSEE |      |      |      |      |      |      |      |      |

## Sehenswürdigkeiten
- Kirche Nativité de la Vierge von 1432
- Kapelle Saint-Florentin aus dem 19. Jahrhundert
- Schloss Tuméjus aus dem 15. Jahrhundert, seit 1997 Monument historique

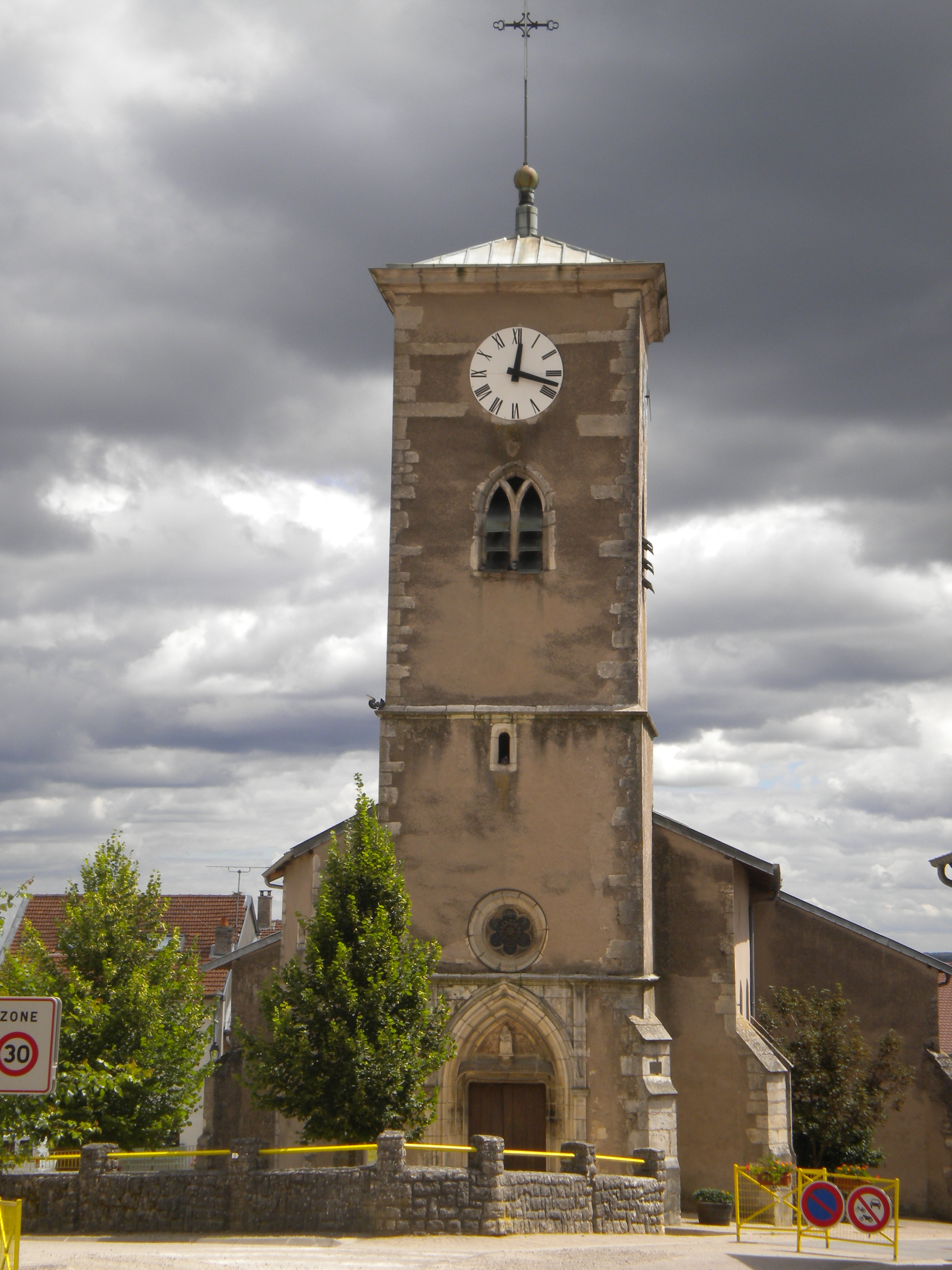
Kirche Nativité de la Vierge
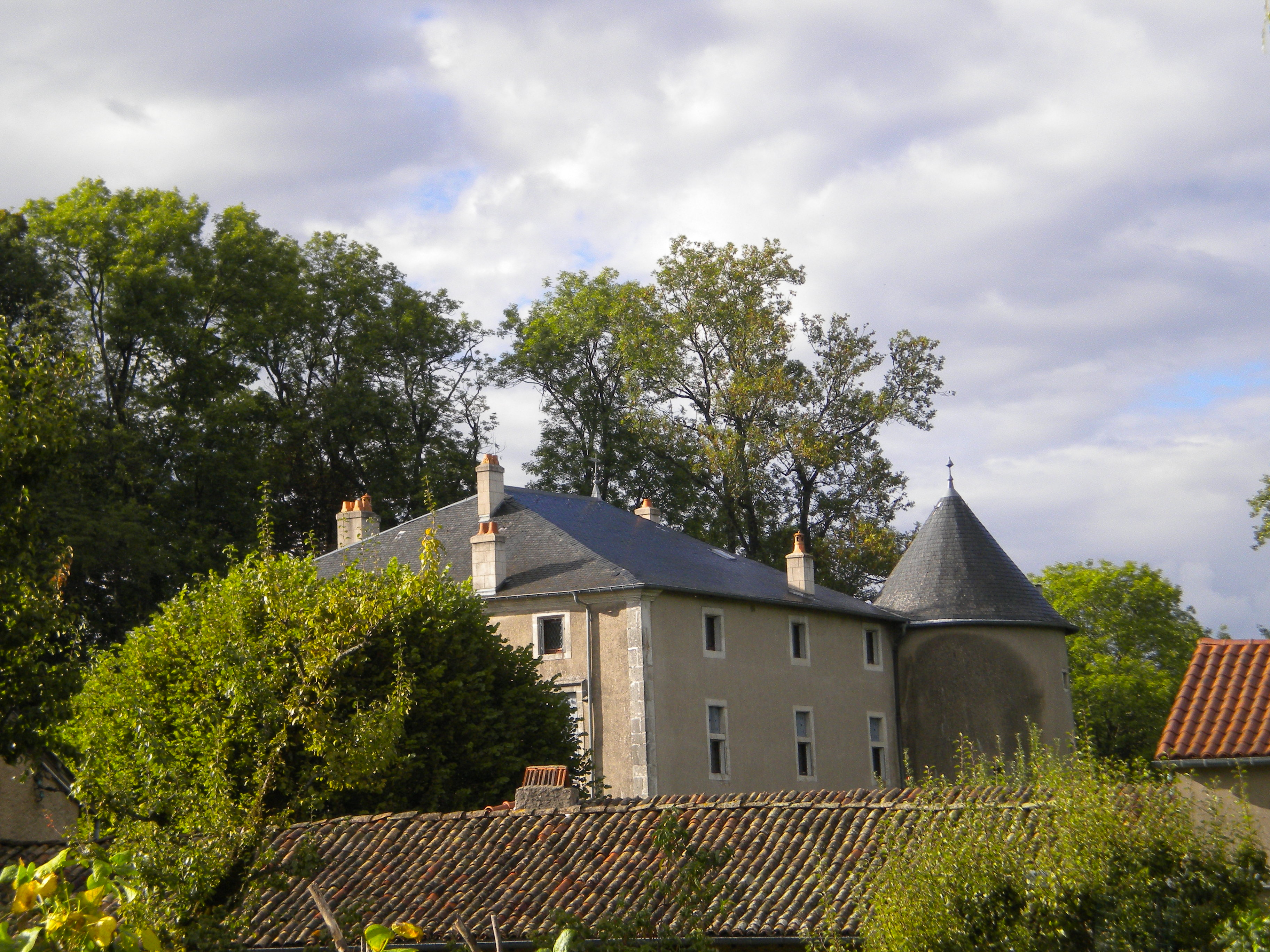
Schloss Tuméjus